# Magnolia sarawakensis
Magnolia sarawakensis este o specie de plante din genul Magnolia, familia Magnoliaceae. A fost descrisă pentru prima dată de A.Agostini, și a primit numele actual de la Hans Peter Nooteboom. Conform Catalogue of Life specia Magnolia sarawakensis nu are subspecii cunoscute.